# Forza Horizon 5
Forza Horizon 5 je závodní videohra s otevřeným světem, která byla vytvořena společností Playground Games a vydaná společností Xbox Games Studios v roce 2021. Hra je zasazena do reprezentace státu Mexika. Datum vydání bylo 9. listopadu 2021 pro Microsoft Windows, Xbox One a Xbox Series X/S. Dne 30. ledna 2025 byl oficiálně oznámen port pro PlayStation 5 vycházející na jaře téhož roku.
Hra získala příznivé kritiky a už týden po publikaci měla milión uživatelů, tedy vůbec nejvyšší pro titul firmy Xbox Game Studios.

## Hratelnost
Forza Horizon 5 je stylem ovládáním a fungování fyziky o dost blíže simulaci než arkádě. Hráči si zde mohou vybrat z více než 550 různých aut. V nastavení si hráč může hratelnost nastavit podle sebe. Jedná se o open world hru, která má o polovinu větší mapu než její předchůdce Forza Horizon 4. Forza Horizon 5 překonala minulý díl grafikou, hudbou i zvuky aut. Hráči mohou volně prozkoumávat otevřený svět, ale také závodit v nespočetném množství závodů a vedlejších "misí". Jednou z mála novinek je aktivní sopka a druhy počasí, podle toho v jaké části téhož "Mexika" jste (např. v pouštní části mapy, je možnost zastihnout písečnou bouři).
Tuto novinku zavedla pomocí nového systému počasí. Díky velké rozmanitosti místní mapy se zde nachází 11 jedinečných biomů. Na mapě se též nachází aktivní kráter sopky, starobylá mayská města a chrámy, například město Guanajuato.
Vydělávání herní měny je možné za pomocí vylepšování "Ovládnutí Auta", poté v závodech, nebo kola štěstí, kde lze vyhrát vzácná auta, nebo velké sumy herní měny. Hráči mohou vytvářet vlastní motivy na auta, vylepšení auta podle sebe a také podrobný tuning.
Nejrychlejším autem ve hře je momentálně Mercedes-Amg One, které při nejlepším vylepšení dosahuje rychlosti až 399,6 km/h. Nejpomalejším autem hry je BMW Isetta 300 Export 1957.
Jednou z novinek pátého dílu je EventLab. Tato funkce dává hráčům možnost vytvářet a přetvářet hotové závody. Další novinka je Forza Link, jde o AI asistenta, který měří styl hraní hráčů a tím pomáhá spojit hráče s ostatními hráči a hrát tak hru pospolu.
Herní režim Eliminátor se v nové Forze vrací. Mapa je tomuto režimu uzpůsobena oproti minulému titulu.

## Rozvoj

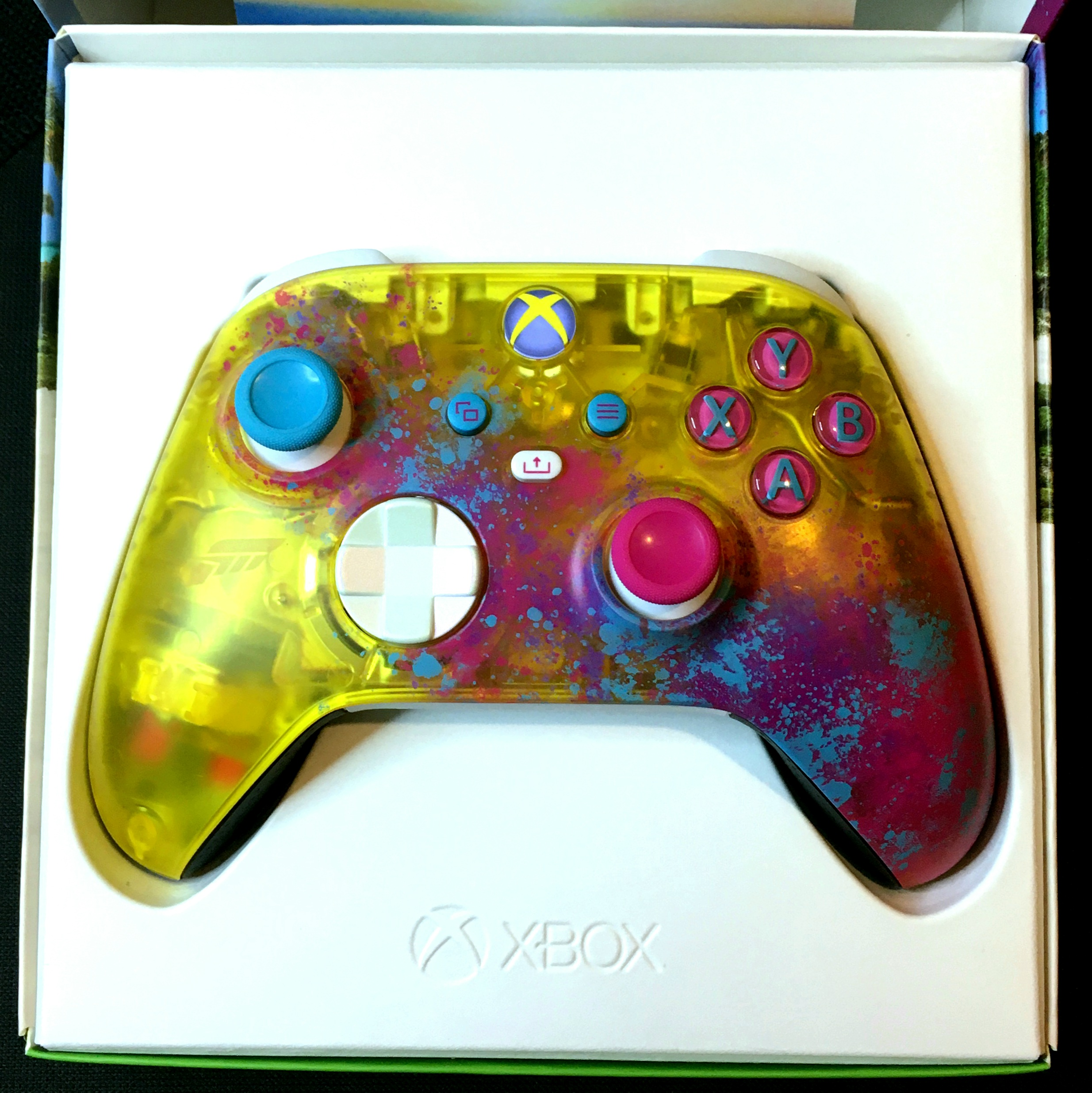
Limitovaný ovladač FH5

Forza Horizon 5 byla vytvořena společností Playground Games. Záměrem společnosti bylo vytvoření závodní hry, která je dost realistická, ale přitom ovládání je do stylu arkády než simulace. Mexiko si tvůrci vybrali kvůli rozmanitosti a různorodé krajině. Společnost se spojila s mexickými umělci, kvůli nástěnným malbám a hudebnímu prostředí. Vyslali též několik lidí z týmu vývojářů přímo do Mexika, posbírat reálná data o poloze, aby se virtuální prostředí podobalo co nejvíce. Příkladem této pilné práce je například velice detailní textura skály na boku sopky kaldery.
Forza Horizon 5 byla oznámena během představení E3 společností Microsoft. Hra byla vydána pro konzole Xbox One, Xbox Series S a Series X a operační systém Windows dne 9. listopadu 2021.
S vydáním hry byl představen i limitovaný ovladač.

## Recenze
| Udělil      | Skóre |
| ----------- | ----- |
| Bonusweb.cz | 100 % |
| INDIAN      | 10/10 |
| Vortex.cz   | 8/10  |